# Walid Abbas
Walid Abbas (en árabe: وَلِيْد عَبَّاس مُرَاد يُوسُف‎; Dubái, Emiratos Árabes Unidos; 11 de junio de 1985) es un futbolista de los Emiratos Árabes Unidos que juega en la posición de defensa central con el Shabab Al-Ahli Club de la UAE Pro League.

## Carrera

### Club
| Periodo   | Club                    | Apariciones | Goles |
| --------- | ----------------------- | ----------- | ----- |
| 2002–2013 | Al-Shabab Al Arabi Club | 256         | 2     |
| 2013–2017 | Al-Ahli FC              | 96          | 3     |
| 2017–     | Shabab Al-Ahli Club     | 69          | 3     |

### Selección nacional
Debutó con Emiratos Árabes Unidos en 2008; ha anotado 7 goles en 112 partidos, participó en los Juegos Asiáticos de 2006 y en tres ediciones de la Copa Asiática, donde anotó dos autogoles en la edición de 2011.

## Logros
- UAE Pro League (3): 2007-08, 2013-14, 2015-16
- Copa de Liga de los Emiratos Árabes Unidos (5): 2010-11, 2013-14, 2016-17, 2018-19, 2020-21
- Copa Presidente de Emiratos Árabes Unidos (2): 2018-19, 2020-21
- Supercopa de los Emiratos Árabes Unidos (4): 2013, 2014, 2016, 2020
- Copa de Clubes Campeones del Golfo (1): 2011